# Soosalu (Albu)
Soosalu – wieś w Estonii, w prowincji Järva, w gminie Albu.